# Without Sin
Without Sin är en brittisk kriminal- och dramaserie vars första säsong hade premiär den 28 december 2022. Första säsongen består av fyra avsnitt. Seriens manus är skrivet av Frances Poletti. Serien släpptes på Viaplay den 31 augusti 2023.

## Handling
Serien kretsar kring relationen mellan Stella som sörjer mordet på sin dotter och Charles Stone, mannen som sitter fängslad för mordet på hennes dotter.

## Rollista (i urval)
- Vicky McClure – Stella
- Johnny Harris – Charles Stone
- Dorothy Atkinson – Jessie Cole
- Andrea Lowe – Bobbi Carter
- Johann Myers – Remy
- Ezra Faroque Khan – Kelvin
- Callum Fuller – Jamal Aboushi